# Chris Leslie

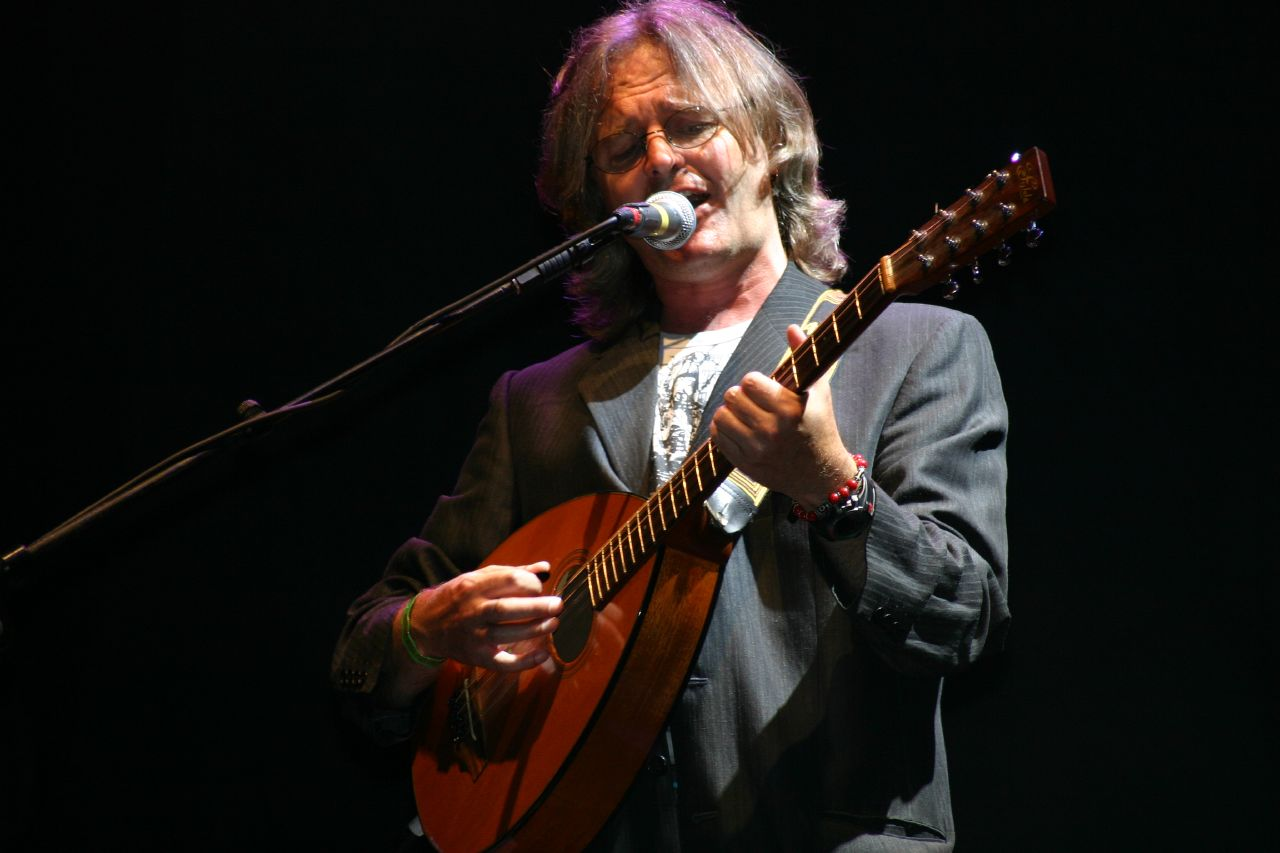
Chris Leslie

Chris Leslie (Banbury, 1956) is een Britse violist die voornamelijk optrad in folkbands en nu weer lid is van Fairport Convention; hij is ook zanger en bespeelt de bouzouki en de mandoline.

## Levensloop
Leslie groeide op in Banbury, Oxfordshire, waar hij tegenwoordig ook weer woont. Als kind was hij al winnaar van vioolwedstrijden. Zijn broer John stuurde hem naar The Watersons, Dave Swarbrick en The Corries. Hij begon met gitaarspelen en in 1969 werd het de viool. Zijn eerste album kwam uit toen hij nog maar zestien jaar oud was. Het was een opname met een electricfolkband uit Banbury. Daarna speelde hij met zijn broer in folkclubs en hun eerste album The Ship of Time kwam uit in 1976. Zo rond deze tijd maakte hij kennis met Fairports Dave Pegg. Sinds die tijd heeft hij gewerkt met Steve Ashley, Whippersnapper, The Albion Band, All About Eve, Simon Mayor en Ian Anderson (van Jethro Tull).
In 1997 kwam Leslie bij Fairport Convention als zanger en multi-instrumentalist. Hij nam ook deel aan een opname met Ashley Hutchings, Grandson of Morris On  (2004). In 2002 nam Leslie deel aan A Feast of Fiddles – in samenwerking met Peter Knight, Tom Leary (The Hookey Band), Ian Cutler, Phil Beer (Show of Hands) Brian McNeill (The Battlefield Band). Hij trad ook op als gast bij The Rick Sanders Group.

## Discografie
- Ship of Time - 1976
- Always With You, met Kevin Dempsey - 1989
- The Cocktail Cowboy - 1989

Met Whippersnapper:
- Promises - 1985
- Tsubo - 1985
- These Foolish Strings - 1985
- Whippersnapper - 1987
- Stories - 1991

Soloalbums: 
- The Flow
- The Gift
- Dancing Days - 2004

En zijn albums met Fairport Convention sedert 1997.